# Теркс и Кејкос на Светском првенству у атлетици на отвореном 2019.
Теркс и Кејкос је учествовао на 17. Светском првенству у атлетици на отвореном 2019. одржаном у Дохи од 27. септембра до 6. октобра девети пут. Репрезентацију Теркса и Кејкоса представљала је 1 такмичарка која се такмичила у трци на 400 метара са препонама.,
На овом првенству такмичарка Теркса и Кејкоса није освојила ниједну медаљу, нити је постигла неки резултат.

## Учесници
Жене:
- Јаник Хеј-Смит — 400 м препоне

## Резултати

### Жене
| Атлетичарка    | Дисциплина    | Лични рекорд | Квалификације | Квалификације | Квалификације         | Квалификације         | Финале                | Финале       | Детаљи |
| Атлетичарка    | Дисциплина    | Лични рекорд | Резултат      | Место         | Резултат              | Место                 | Резултат              | Место        | Детаљи |
| -------------- | ------------- | ------------ | ------------- | ------------- | --------------------- | --------------------- | --------------------- | ------------ | ------ |
| Јаник Хеј-Смит | 400 м препоне | 55,58 НР     | 56,98         | 8. у гр. 4    | Није се квалификовала | Није се квалификовала | Није се квалификовала | 30 / 36 (39) |        |